# Elizabeth Bowes-Lyon
Elizabeth Angela Marguerite Bowes-Lyon (4. srpna 1900 – 30. března 2002), byla jako manželka Jiřího VI. královnou Spojeného království a britských dominií od roku 1936 do jeho smrti v roce 1952. Po jeho smrti byla po více než 50 let známa jako královna Alžběta, královna matka, aby nedošlo k záměně s její dcerou Alžbětou II. Před korunovací svého manžela byla známa jako vévodkyně z Yorku. Byla poslední irskou královnou a indickou císařovnou.

## Život
Narodila se do skotské šlechtické rodiny na rodinném zámku Glamis, za doby vlády královny Viktorie. Pocházela ze starobylého skotského šlechtického rodu hrabat ze Strathmoru a Kinghornu. Za první světové války pracovala ve vojenském lazaretu jako zdravotní sestra a po válce krátký čas jako sekretářka svého otce. V 21 letech vedla skautský oddíl.
Na významu nabyla v roce 1923, když se vdala za Alberta, vévodu z Yorku, druhého syna krále Jiřího V., a stala se tak členkou britské královské rodiny. Roku 1926 porodila dceru Elizabeth a o čtyři roky později druhou dceru Margaret.

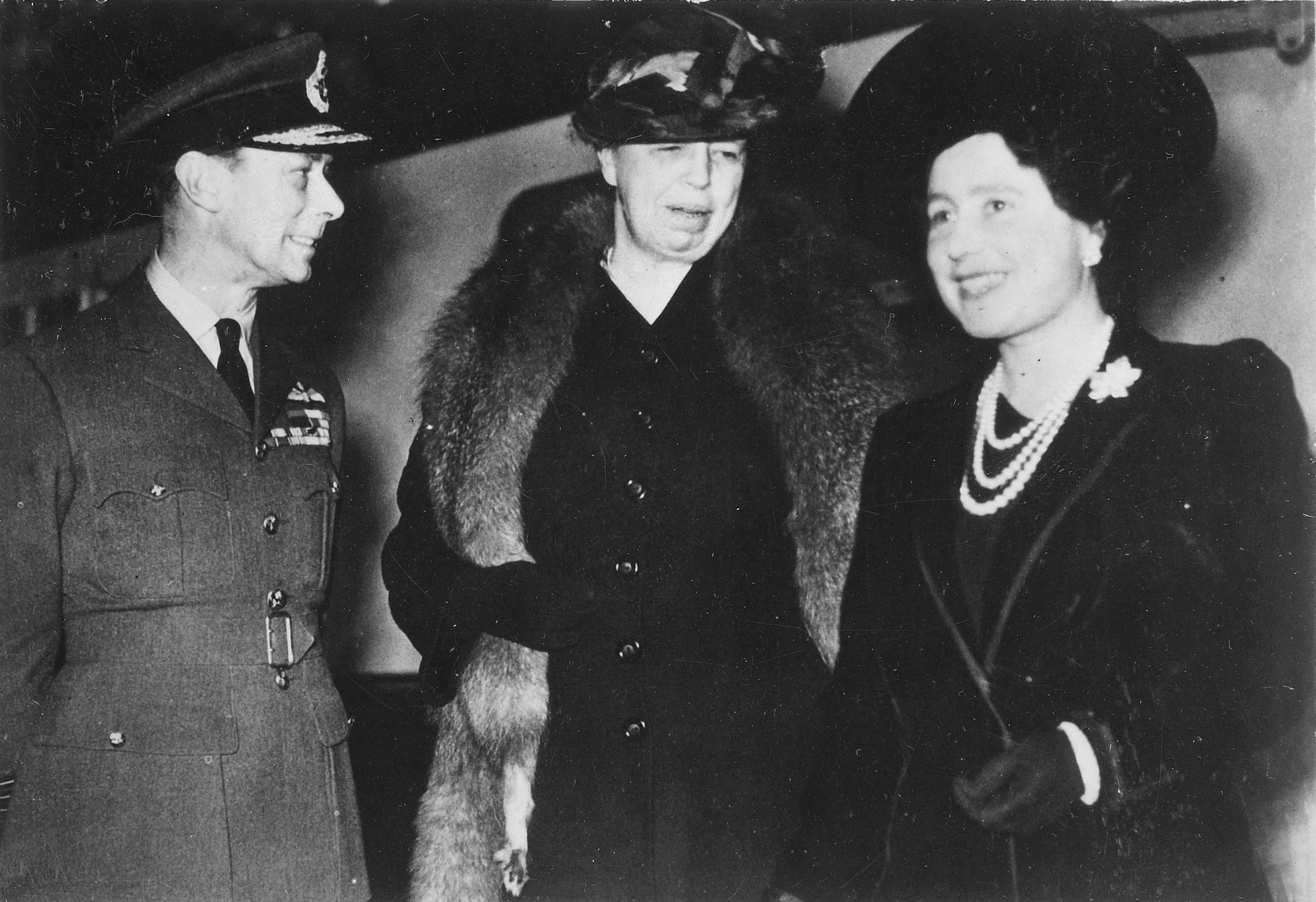
Král Jiří, Eleanor Rooseveltová a královna Alžběta v Londýně.

Nečekaný zvrat v životě manželů přišel roku 1936, když Albertův starší bratr Eduard VIII. krátce po svém nástupu na trůn abdikoval, aby si mohl vzít svou milenku, rozvedenou Američanku Wallis Simpsonovou. Albert se tak stal králem Jiřím VI. a jeho žena Alžběta královnou. Velkou zkouškou, v níž skvěle obstála, se pro ni stala druhá světová válka, kdy doprovázela svého manžela na diplomatických cestách do Francie a Severní Ameriky, a vytrvale morálně podporovala britskou veřejnost, například tím, že během bombardování Londýna se odmítla evakuovat z města. V rámci propagandy byla Adolfem Hitlerem označena jako „nejnebezpečnější žena Evropy“.
Válečné útrapy se podepsaly na zdraví jejího manžela, který roku 1952 zemřel, a ona tak již v 51 letech ovdověla. Postupně se pak stala nejstarším členem britské královské rodiny. Po celý život byla mezi Brity velmi oblíbená. Měla obrovské charisma a silnou vůli, která jí pomáhala překonávat životní problémy.
V relativním zdraví se dožila sta let, teprve smrt její mladší dcery princezny Margaret jako by jí vzala životní sílu. Zemřela sedm týdnů po ní, ve věku 101 let a bezmála 8 měsíců. Prožila tak kompletní 20. století – narodila se ještě v 19. a zemřela v 21. V roce svého úmrtí (2002) byla v televizní anketě vyhodnocena jako 61. největší britská osobnost v dějinách.

## Tituly
- 4. srpna 1900 – 16. února 1904: ctihodná Elizabeth Bowes-Lyon
- 16. února 1904 – 26. dubna 1923: Lady Elizabeth Bowes-Lyon
- 26. dubna 1923 – 11. prosince 1936: Její královská Výsost vévodkyně z Yorku
- 11. prosince 1936 – 6. února 1952: Její Veličenstvo královna
  - 11. prosince 1936 – 15. srpna 1947 (v Britské Indii): Její císařské Veličenstvo královna a císařovna
- 6. února 1952 – 30. března 2002: Její Veličenstvo královna Alžběta, královna matka

## 2. světová válka
Když selhala britská politika appeasementu a Velká Británie vstoupila do druhé světové války, byla největší oporou svého manžela krále Jiřího VI., ale také britského lidu. Spolu navštěvovali vybombardované trosky Londýna. Když dostala otázku, zda neplánuje opuštění bombardovaného Londýna, odpověděla: Moje děti neodcestují beze mě. Já nikdy neodjedu bez svého manžela a můj muž neopustí zemi za žádných okolností.“ Těmito výroky, ve kterých britský lid povzbuzovala svým postojem ke světové válce ji Britové doslova milovali.

## Vývod z předků
|                      |                                                        |  |                            |                                            |  |  |  |  |  |  |  | Thomas Lyon-Bowes, 11. hrabě ze Strathmore a Kinghorne |
|                      |                                                        |  |                            |                                            |  |  |  |  |  |  |  |                                                        |
|                      | Thomas Lyon-Bowes, Lord Glamis                         |  |                            |                                            |  |  |  |  |  |  |  |                                                        |
|                      |                                                        |  |                            |                                            |  |  |  |  |  |  |  |                                                        |
|                      |                                                        |  |                            | Mary Elizabeth Carpenter                   |  |  |  |  |  |  |  |                                                        |
|                      |                                                        |  |                            |                                            |  |  |  |  |  |  |  |                                                        |
|                      | Claude Bowes-Lyon, 13. hrabě ze Strathmore a Kinghorne |  |                            |                                            |  |  |  |  |  |  |  |                                                        |
|                      |                                                        |  |                            |                                            |  |  |  |  |  |  |  |                                                        |
|                      |                                                        |  |                            | Joseph Valentine Grimstead                 |  |  |  |  |  |  |  |                                                        |
|                      |                                                        |  |                            |                                            |  |  |  |  |  |  |  |                                                        |
|                      | Charlotte Lyon-Bowes, Lady Glamis                      |  |                            |                                            |  |  |  |  |  |  |  |                                                        |
|                      |                                                        |  |                            |                                            |  |  |  |  |  |  |  |                                                        |
|                      |                                                        |  |                            | Charlotte Jane Sarah Walsh                 |  |  |  |  |  |  |  |                                                        |
|                      |                                                        |  |                            |                                            |  |  |  |  |  |  |  |                                                        |
|                      | Claude Bowes-Lyon, 14. hrabě ze Strathmore a Kinghorne |  |                            |                                            |  |  |  |  |  |  |  |                                                        |
|                      |                                                        |  |                            |                                            |  |  |  |  |  |  |  |                                                        |
|                      |                                                        |  |                            | George Smith                               |  |  |  |  |  |  |  |                                                        |
|                      |                                                        |  |                            |                                            |  |  |  |  |  |  |  |                                                        |
|                      | Oswald Smith                                           |  |                            |                                            |  |  |  |  |  |  |  |                                                        |
|                      |                                                        |  |                            |                                            |  |  |  |  |  |  |  |                                                        |
|                      |                                                        |  |                            | Frances Mary Mosley                        |  |  |  |  |  |  |  |                                                        |
|                      |                                                        |  |                            |                                            |  |  |  |  |  |  |  |                                                        |
|                      | Frances Bowes-Lyonová                                  |  |                            |                                            |  |  |  |  |  |  |  |                                                        |
|                      |                                                        |  |                            |                                            |  |  |  |  |  |  |  |                                                        |
|                      |                                                        |  |                            | Robert Hodgson                             |  |  |  |  |  |  |  |                                                        |
|                      |                                                        |  |                            |                                            |  |  |  |  |  |  |  |                                                        |
|                      | Henrietta Mildred Hodgson                              |  |                            |                                            |  |  |  |  |  |  |  |                                                        |
|                      |                                                        |  |                            |                                            |  |  |  |  |  |  |  |                                                        |
|                      |                                                        |  |                            | Mary Tucker                                |  |  |  |  |  |  |  |                                                        |
|                      |                                                        |  |                            |                                            |  |  |  |  |  |  |  |                                                        |
| Elizabeth Bowes-Lyon |                                                        |  |                            |                                            |  |  |  |  |  |  |  |                                                        |
|                      |                                                        |  |                            |                                            |  |  |  |  |  |  |  |                                                        |
|                      |                                                        |  | William Cavendish-Bentinck |                                            |  |  |  |  |  |  |  |                                                        |
|                      |                                                        |  |                            |                                            |  |  |  |  |  |  |  |                                                        |
|                      | Charles Bentinck                                       |  |                            |                                            |  |  |  |  |  |  |  |                                                        |
|                      |                                                        |  |                            |                                            |  |  |  |  |  |  |  |                                                        |
|                      |                                                        |  |                            | Dorothy Bentincková, vévodkyně z Portlandu |  |  |  |  |  |  |  |                                                        |
|                      |                                                        |  |                            |                                            |  |  |  |  |  |  |  |                                                        |
|                      | Charles Cavendish-Bentinck                             |  |                            |                                            |  |  |  |  |  |  |  |                                                        |
|                      |                                                        |  |                            |                                            |  |  |  |  |  |  |  |                                                        |
|                      |                                                        |  |                            | Richard Wellesley, 1. markýz Wellesley     |  |  |  |  |  |  |  |                                                        |
|                      |                                                        |  |                            |                                            |  |  |  |  |  |  |  |                                                        |
|                      | Anne Wellesley                                         |  |                            |                                            |  |  |  |  |  |  |  |                                                        |
|                      |                                                        |  |                            |                                            |  |  |  |  |  |  |  |                                                        |
|                      |                                                        |  |                            | Hyacinthe-Gabrielle Roland                 |  |  |  |  |  |  |  |                                                        |
|                      |                                                        |  |                            |                                            |  |  |  |  |  |  |  |                                                        |
|                      | Cecilia Bowes-Lyon, hraběnka ze Strathmore a Kinghorne |  |                            |                                            |  |  |  |  |  |  |  |                                                        |
|                      |                                                        |  |                            |                                            |  |  |  |  |  |  |  |                                                        |
|                      |                                                        |  |                            | Edwyn Andrew Burnaby                       |  |  |  |  |  |  |  |                                                        |
|                      |                                                        |  |                            |                                            |  |  |  |  |  |  |  |                                                        |
|                      | Edwyn Burnaby                                          |  |                            |                                            |  |  |  |  |  |  |  |                                                        |
|                      |                                                        |  |                            |                                            |  |  |  |  |  |  |  |                                                        |
|                      |                                                        |  |                            | Mary Browne                                |  |  |  |  |  |  |  |                                                        |
|                      |                                                        |  |                            |                                            |  |  |  |  |  |  |  |                                                        |
|                      | Louisa Cavendish-Bentinck                              |  |                            |                                            |  |  |  |  |  |  |  |                                                        |
|                      |                                                        |  |                            |                                            |  |  |  |  |  |  |  |                                                        |
|                      |                                                        |  |                            | Thomas Salisbury                           |  |  |  |  |  |  |  |                                                        |
|                      |                                                        |  |                            |                                            |  |  |  |  |  |  |  |                                                        |
|                      | Anne Caroline Salisbury                                |  |                            |                                            |  |  |  |  |  |  |  |                                                        |
|                      |                                                        |  |                            |                                            |  |  |  |  |  |  |  |                                                        |
|                      |                                                        |  |                            | Frances Webb                               |  |  |  |  |  |  |  |                                                        |
|                      |                                                        |  |                            |                                            |  |  |  |  |  |  |  |                                                        |